# Random Access Memories
Random Access Memories là album phòng thu thứ tư của bộ đôi nhạc điện tử người Pháp Daft Punk, được phát hành vào ngày 17 tháng 5 năm 2013 bởi Columbia Records. Album lấy cảm hứng từ nền âm nhạc Hoa Kỳ cuối những năm 1970 và đầu những năm 1980, đặc biệt là từ Los Angeles. Quá trình thu âm diễn ra tại Henson, Conway và Capitol Studios ở California, Electric Lady Studios ở Thành phố New York, và Gang Recording Studio ở Paris, Pháp. Random Access Memories là album cuối cùng của bộ đôi trước khi họ giải thể vào tháng 2 năm 2021.
Sau quá trình sản xuất tối thiểu của Human After All (2005), Daft Punk đã tuyển dụng các nhạc công để biểu diễn nhạc cụ trực tiếp và hạn chế việc sử dụng các nhạc cụ điện tử trừ máy drum machine, đàn synthesizer mô-đun tùy chỉnh và các máy vocoder cổ điển. Album đã được các nhà phê bình âm nhạc ghi nhận là một album disco, có ảnh hưởng từ progressive rock và pop. Album có sự hợp tác của Giorgio Moroder, Panda Bear, Julian Casablancas, Todd Edwards, DJ Falcon, Chilly Gonzales, Nile Rodgers, Paul Williams, Nathan East và Pharrell Williams. Đây là album duy nhất của Daft Punk được phát hành thông qua Columbia Records.
Random Access Memories trở thành album đầu tiên và duy nhất của Daft Punk đứng đầu bảng xếp hạng Billboard 200 của Mỹ, đồng thời được chứng nhận đĩa bạch kim bởi Hiệp hội Công nghiệp Ghi âm Hoa Kỳ (RIAA). Nó cũng đứng đầu bảng xếp hạng ở 20 quốc gia khác. Đĩa đơn đầu tiên của nó "Get Lucky" là một thành công về mặt thương mại, đứng đầu bảng xếp hạng ở hơn ba mươi quốc gia. Album đã nhận được sự hoan nghênh của giới phê bình, xuất hiện trong một số danh sách cuối năm và chiến thắng ở một số hạng mục tại Giải Grammy lần thứ 56, bao gồm Album của năm, Album dance/electronica xuất sắc nhất và Album có kỹ thuật xuất sắc nhất, không cổ điển. "Get Lucky" cũng đã giành được các giải thưởng cho Thu âm của năm và Trình diễn song tấu hoặc nhóm nhạc pop xuất sắc nhất. Năm 2020, Rolling Stone xếp album ở vị trí thứ 295 trong danh sách "500 album vĩ đại nhất".

## Hoàn cảnh ra đời

### Hình thành
Năm 2008, sau khi kết thúc chuyến lưu diễn Alive 2006/2007, Daft Punk bắt đầu sáng tác những bản nhạc mới ở Paris, thu âm các bản demo trong khoảng sáu tháng. Họ hài lòng với đầu ra, nhưng không hài lòng với quá trình lấy sample và các vòng lặp, như họ đã làm cho các album trước của họ. Thomas Bangalter đã nói, "Chúng tôi có thể chơi các đoạn riff nhưng không thể giữ nó [sôi động] trong bốn phút liên tục." Daft Punk gạt những bản demo này sang một bên và bắt tay vào làm nhạc phim Tron: Legacy, mà Bangalter mô tả là "rất nhúm nhường". Đối với album tiếp theo của họ, Daft Punk quyết định làm việc với các nhạc sĩ trực tiếp; theo Bangalter, "Chúng tôi muốn làm những gì chúng tôi từng làm với máy móc, nhưng với con người." Họ đã tránh sử dụng các sample, ngoại trừ "Contact".
—Thomas Bangalter, về việc hình thành album
Album này có sự góp mặt của thủ lĩnh của nhóm nhạc Chic, Nile Rodgers. Theo Rodgers, sự hợp tác này là "điều mà chúng tôi đã nói đến trong một thời gian dài. Chúng tôi luôn tôn trọng lẫn nhau." Daft Punk đã đến thăm nhà Rodgers trong một buổi gặp thân mật. Nhà soạn nhạc Paul Williams đã tuyên bố trong một cuộc phỏng vấn năm 2010 rằng ông đã làm việc với nhóm, sau khi Daft Punk được giới thiệu với Williams bởi một kỹ sư âm thanh mà họ đã quen biết lẫn nhau.
Vào tháng 5 năm 2012, sự hợp tác của Daft Punk với Giorgio Moroder được công bố. Moroder đã thu âm một đoạn độc thoại về cuộc đời mình để sử dụng cho một bản nhạc trong album. Rodgers cũng có mặt trong buổi thu âm này. Moroder giải thích rằng ông không tham gia vào quá trình sáng tác của bản nhạc hay việc sử dụng đàn synthesizer: "Họ không để tôi tham gia chút nào. Thomas hỏi tôi có muốn kể câu chuyện về cuộc đời mình không. Sau đó, họ sẽ biết để làm gì với câu chuyện đó." Daft Punk đã liên hệ với Moroder về khả năng đóng góp cho nhạc phim Tron: Legacy, nhưng điều này đã không bao giờ xảy ra.
Chilly Gonzales đã nói trong một cuộc phỏng vấn rằng đóng góp của ông đã được ghi lại trong một ngày. Ông giải thích rằng Daft Punk đã thúc giục ông chơi piano giống như cách mà một đạo diễn phim huấn luyện một diễn viên, và Gonzales rời phòng ở Los Angeles mà không biết sản phẩm cuối cùng sẽ như thế nào. Trước đó, ông đã thu âm một bản cover ca khúc "Too Long" của Daft Punk xuất hiện trong album Daft Club (2003).
Pharrell Williams đã hợp tác với Daft Punk và Rodgers bằng cách cung cấp giọng hát cho hai bản nhạc trong Random Access Memories. Là một thành viên của The Neptunes, Pharrell trước đây đã sản xuất một bản remix "Harder, Better, Faster, Stronger" xuất hiện trên Daft Club. Neptunes và Daft Punk cũng đồng sản xuất bài hát "Hypnofying U" của N.E.R.D.

### Thu âm

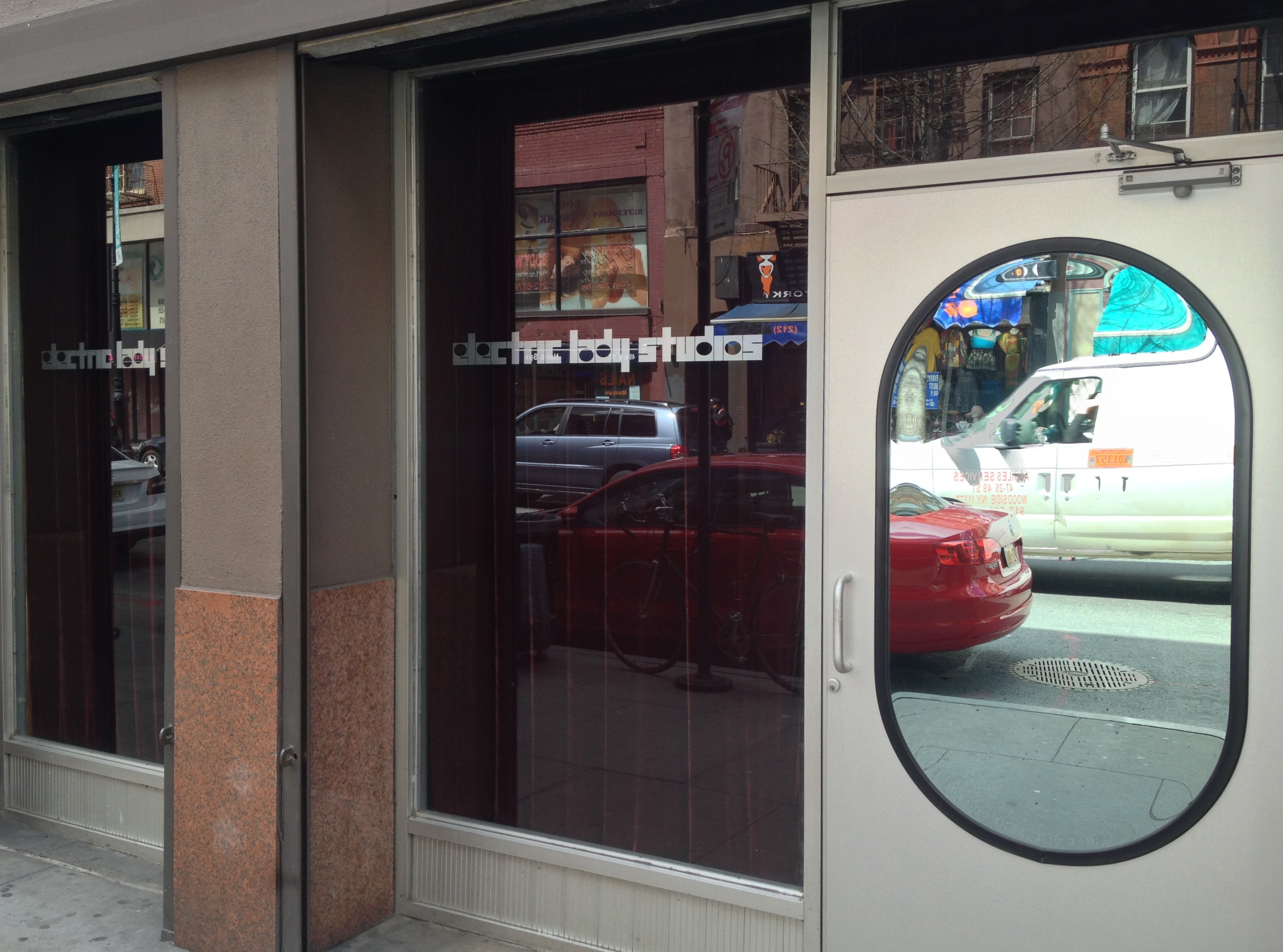
Electric Lady Studios

Daft Punk đã thu âm Random Access Memories trong bí mật. Quá trình ghi âm diễn ra tại Henson Recording Studios, Conway Recording Studios và Capitol Studios ở California, Electric Lady Studios ở Thành phố New York, và Gang Recording Studio ở Paris. Từng làm việc với tay chơi keyboard kiêm người cải biên Chris Caswell trong Tron: Legacy, Daft Punk đã chiêu mộ anh và kết nối với các kỹ sư cũng như những nhạc công khác. Họ muốn tránh những âm thanh bị nén của máy drum machine để chuyển sang sử dụng những tiếng trống "mở thoáng" của những năm 1970 và 80, thời kỳ mà họ cho là thời đại âm nhạc hấp dẫn nhất. Họ cho biết những nhạc công rất hào hứng với việc tái hợp trong bối cảnh album mới và uy tín của các phòng thu.

Tay trống Omar Hakim kể lại khi được Daft Punk yêu cầu biểu diễn trong album, và rất ngạc nhiên trước những gì họ muốn ở anh. Ban đầu anh cho rằng bộ đôi muốn anh chơi trống kỹ thuật số, vì Hakim đã lập trình trống một số lần trong sự nghiệp của anh. Thay vào đó, Daft Punk chỉ ra rằng họ đang tìm cách thu âm Hakim biểu diễn những đoạn riff trống acoustic mà bộ đôi đã hình thành ra. Thay vì chơi toàn bộ cấu trúc của bản nhạc, Hakim sẽ biểu diễn những đoạn riff riêng lẻ trong thời gian dài, tạo ra một cơ sở dữ liệu cho bộ đôi chọn lọc. Daft Punk đã truyền đạt ý tưởng của họ cho các nhạc công thông qua các bản tổng phổ và trong một số trường hợp bằng cách ngân nga những giai điệu. Ví dụ, Bangalter ngâm nga một dòng drum and bass phức tạp cho Hakim, người đã cải tiến nó cho ca khúc "Giorgio by Moroder".

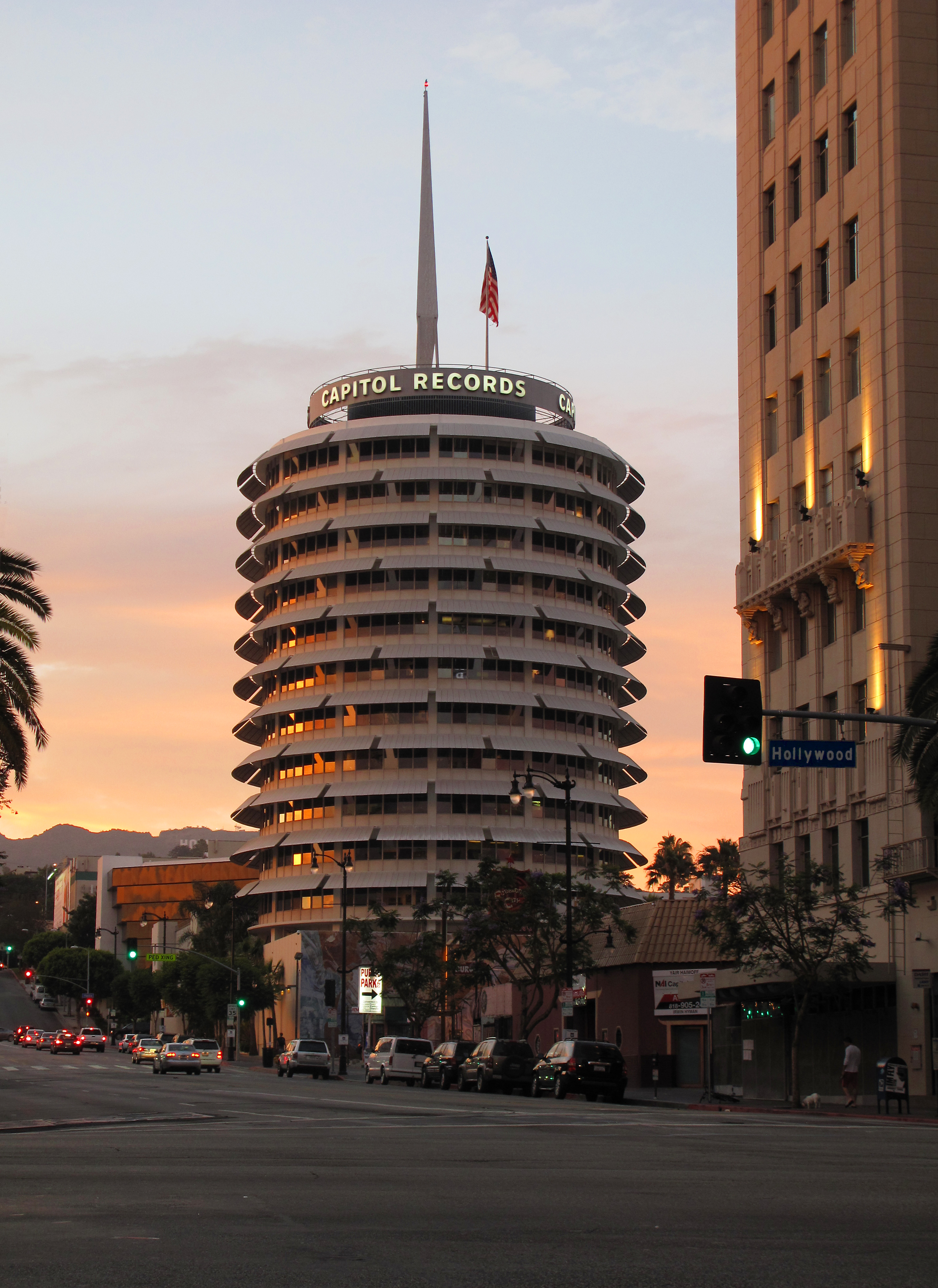
Capitol Studios

Hầu hết các buổi thu âm thanh nhạc diễn ra ở Paris, trong khi các phần tiết tấu được thu âm ở Hoa Kỳ. Album kết hợp một loạt các màn trình diễn nhạc cụ trực tiếp bao gồm họ kèn, họ hơi bộ gỗ, họ vĩ cầm và hát hợp xướng. Dàn nhạc giao hưởng đã được thu âm cho hầu hết mọi bản nhạc, nhưng chỉ được sử dụng cho một số phần trong album hoàn chỉnh. Bangalter đã lưu ý rằng làm việc với những nhạc công và địa điểm như vậy đã làm bộ đôi phải trả một khoản chi phí lớn về tiền bạc: "Đã từng có một thời mà những người có điều kiện thử nghiệm sẽ thử nghiệm điều đó, bạn biết không? Đó chính là nội dung của đĩa nhạc này." Anh ước tính chi phí vào khoảng hơn một triệu đô la, nhưng cảm thấy rằng con số đó không quan trọng. Bangalter nói rằng các phiên thu âm được chi trả bởi chính Daft Punk, điều này cho phép họ có thể từ bỏ dự án nếu họ muốn. Anh cũng chỉ rõ rằng "có những bài hát trong album đã đi vào 5 phòng thu trong hơn hai năm rưỡi."
Nhiều hiệu ứng âm thanh được ghi lại với sự trợ giúp của các chuyên gia điện ảnh từ Warner Bros., ví dụ như thu âm lại tiếng ồn của một của một nhà hàng đông đúc có được bằng cách đặt micrô trước dĩa của một nhóm người. Việc sử dụng nhạc cụ điện tử bị hạn chế xuống chỉ còn các máy drum machine chỉ xuất hiện trên hai bản nhạc, một đàn synthesizer mô-đun tùy chỉnh Modcan lớn được thu âm trực tiếp bởi bộ đôi và các máy vocoder cổ điển. Khi được hỏi ai trong số hai thành viên Daft Punk đã hát giọng robot trong album, Bangalter nói rằng điều đó không quan trọng. Bộ đôi đã sản xuất hầu hết các bản nhạc sử dụng vocoder trong studio riêng của họ ở Paris, sau đó được Mick Guzauski tại Capitol xử lý. Moroder cho biết thêm rằng Daft Punk sẽ mất "một tuần hoặc lâu hơn" để tìm được thanh nhạc phù hợp cho máy vocoder và thêm vài ngày nữa để ghi lại lời bài hát.
Mặc dù bộ đôi cảm thấy rằng các thông số và cài đặt sẵn của các công cụ kỹ thuật số sẽ kìm hãm sự sáng tạo và đổi mới, nhưng họ thừa nhận rằng Random Access Memories không thể được tạo ra khi hoàn toàn không có máy vi tính. Nội dung của các phiên thu âm được ghi lại đồng thời trên các cuộn băng Ampex và dưới dạng các bản nhạc trên Pro Tools; Sau đó, Daft Punk và Guzauski sẽ nghe từng bản ghi âm ở cả hai dạng kỹ thuật tuơng tự và kỹ thuật số để quyết định xem họ thích cái nào hơn. Sau đó, các yếu tố đã được bộ đôi này chỉnh sửa bằng Pro Tools theo cách tương tự như cách mà bộ đôi sử các sample.
Trong một cuộc phỏng vấn được thực hiện vào tháng 11 năm 2012 bởi tạp chí Guitar World, Nathan East của Fourplay đã đề cập rằng ông đã đóng góp cho dự án. Nghệ sĩ nhạc cụ gõ Quinn cũng tuyên bố rằng ông đã biểu diễn trên "mọi chiếc trống [ông] sở hữu" cho album. Greg Leisz thực hiện những bài hát có sử dụng pedal steel guitar trong album. Daft Punk đã tìm cách sử dụng nhạc cụ giáp ranh giữa điện tử và acoustic. Những nhạc công khác bao gồm John "J.R." Robinson, Paul Jackson Jr., James Genus và Thomas Bloch.

### Cấu trúc

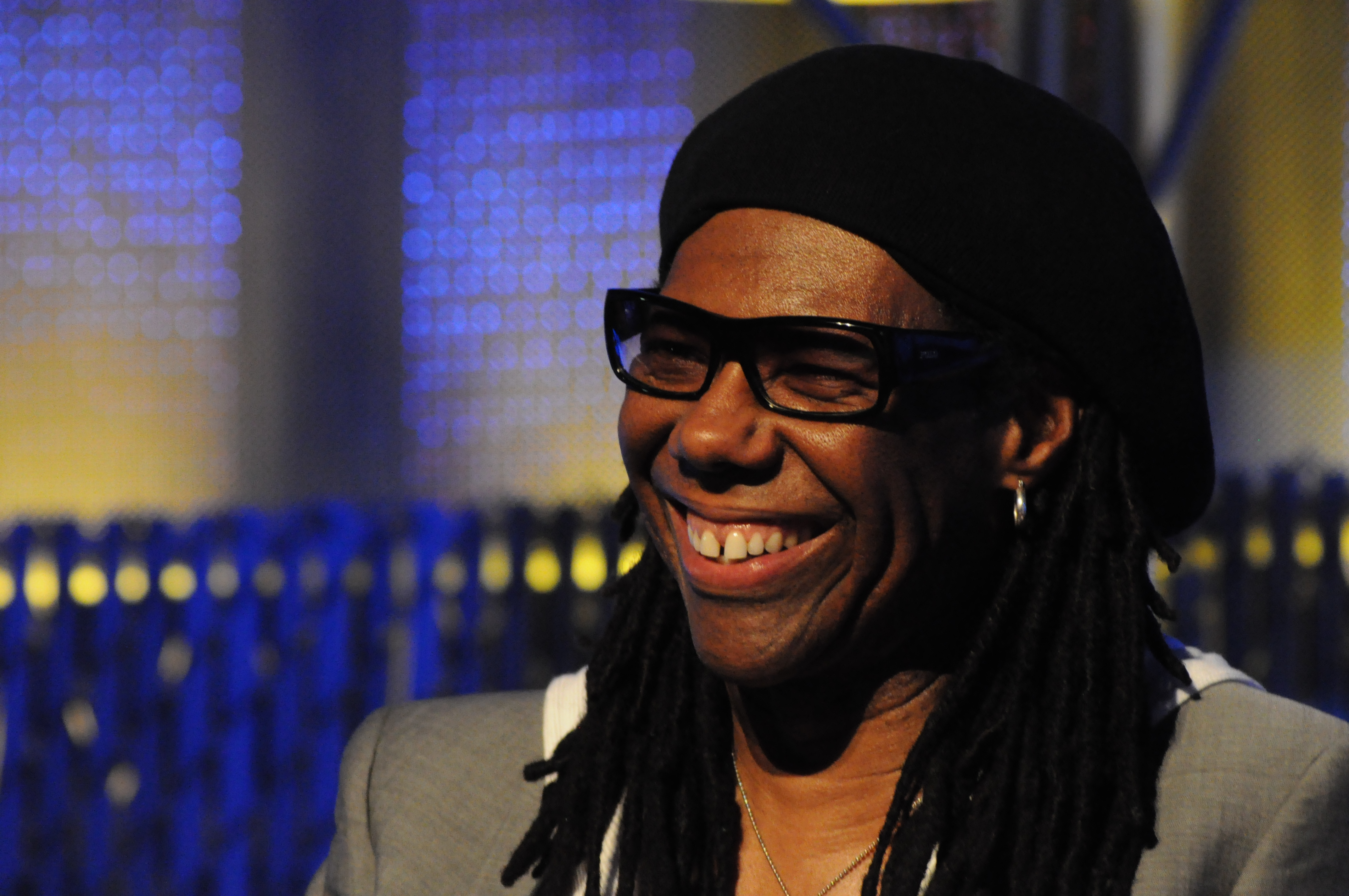
Nile Rodgers

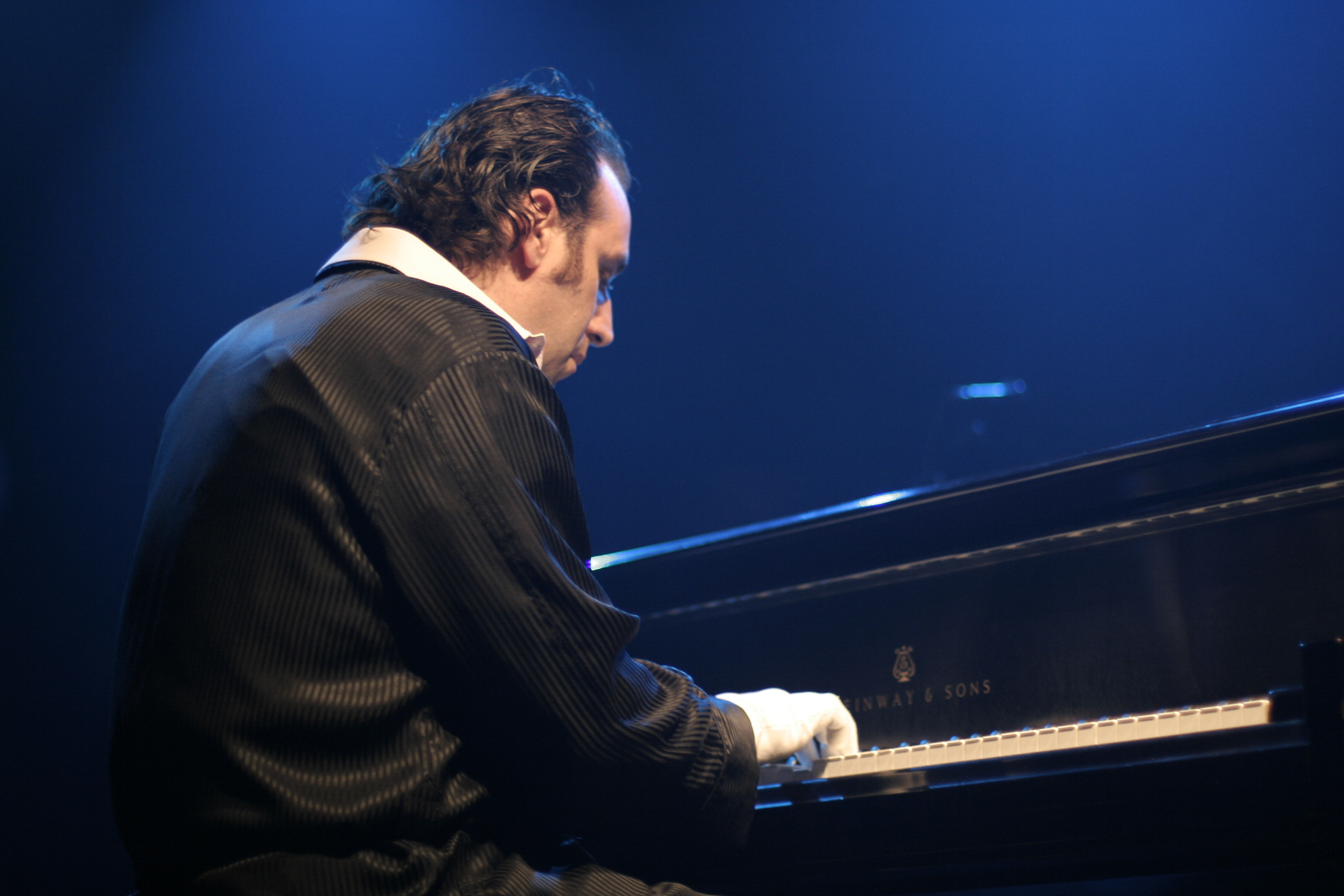
Chilly Gonzales

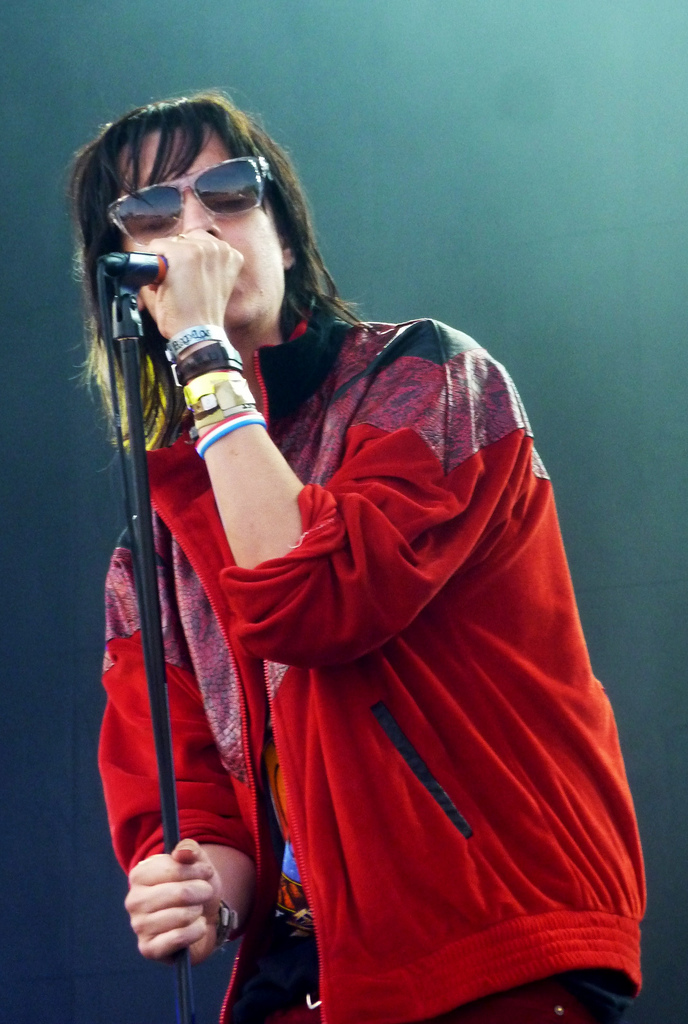
Julian Casablancas

### The Collaborators

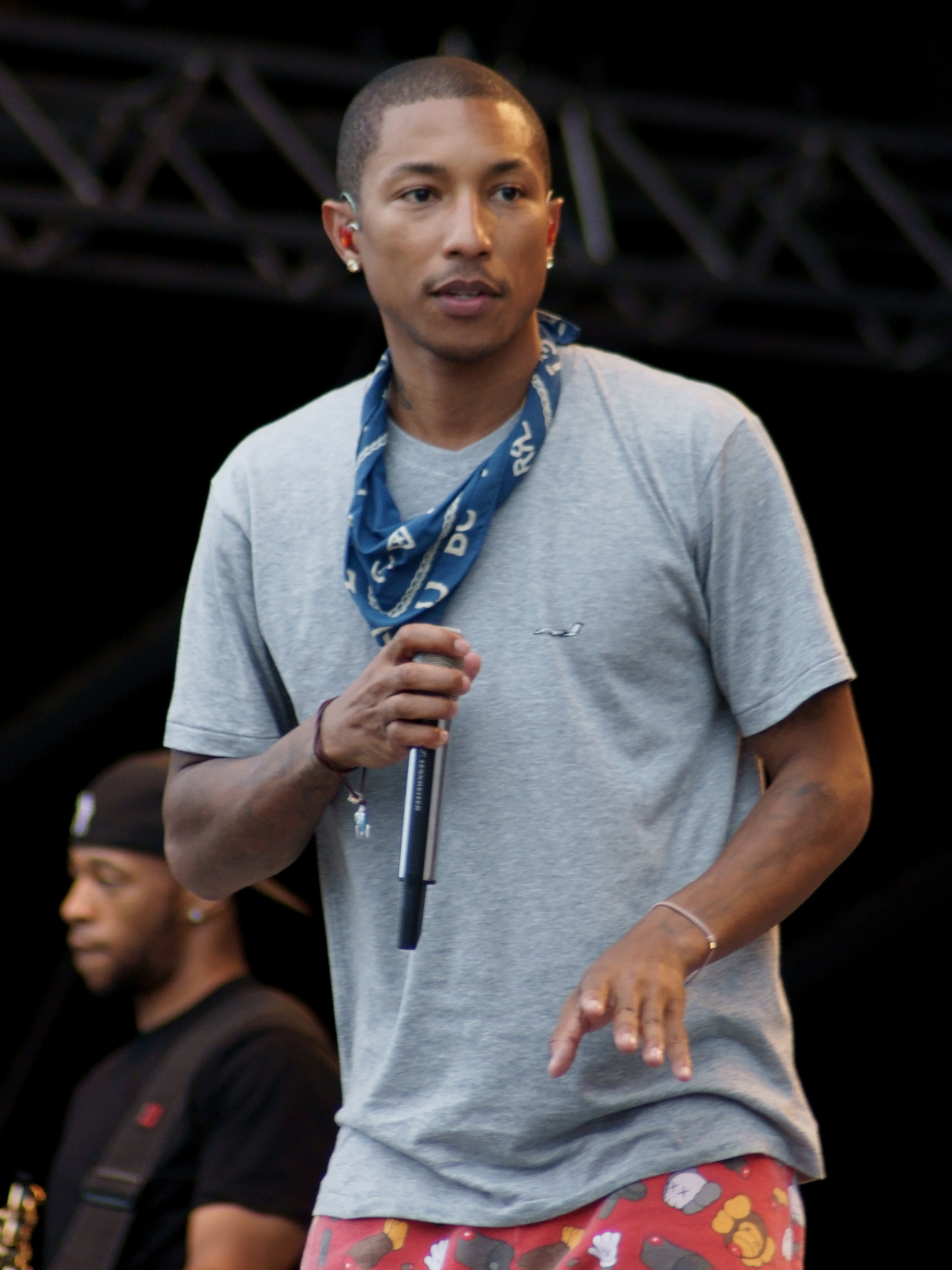
Pharrell Williams

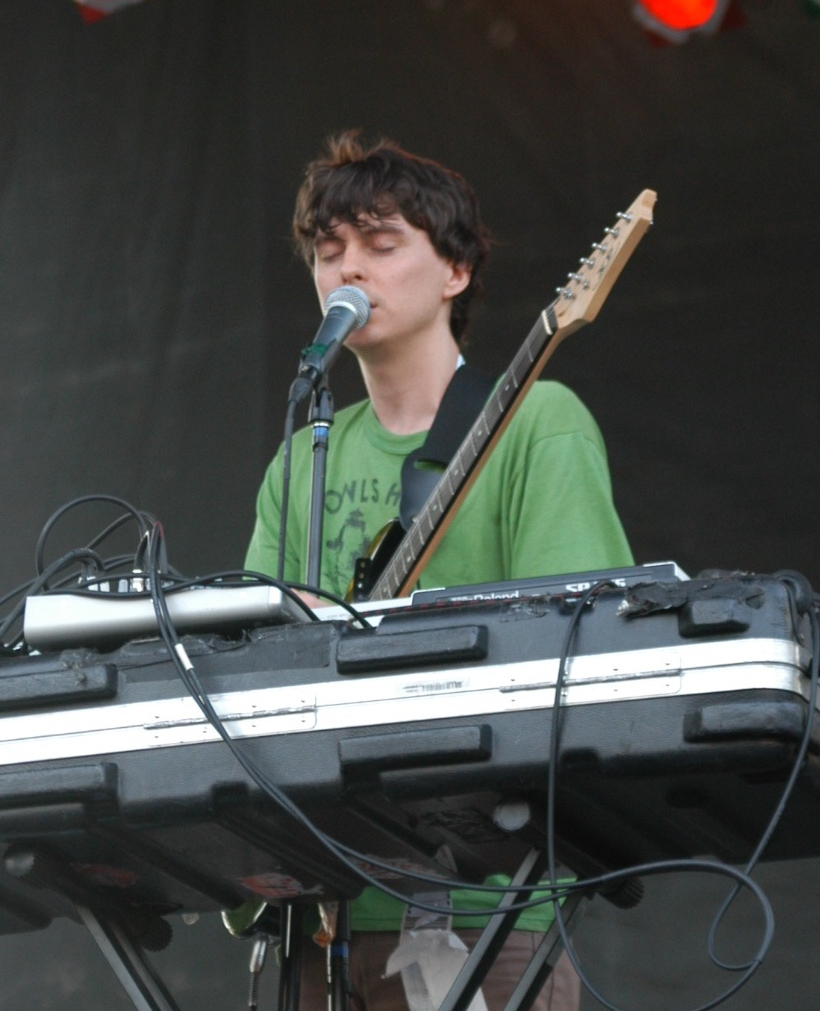
Panda Bear

## Sáng tác